# 지능형 제어
지능형 제어(Intelligent control)는 신경망, 베이즈 확률론, 퍼지 논리, 기계 학습, 강화 학습, 진화 연산 및 유전 알고리즘과 같은 다양한 인공지능 컴퓨팅 접근 방식을 사용하는 제어 기술의 한 종류이다.

## 개요
지능형 제어는 다음과 같은 주요 하위 영역으로 나눌 수 있다:
- 신경망 제어
- 기계 학습 제어
- 강화 학습
- 베이즈 제어
- 퍼지 제어
- 뉴로-퍼지 제어
- 전문가 시스템
- 유전적 제어

지능적 행동의 새로운 모델이 생성되고 이를 지원하는 전산 방법이 개발됨에 따라 새로운 제어 기술이 지속적으로 만들어지고 있다.

### 신경망 제어기
신경망은 거의 모든 과학 기술 분야의 문제를 해결하는 데 사용되어 왔다. 신경망 제어는 기본적으로 두 가지 단계를 포함한다:
- 시스템 식별
- 제어

비선형, 연속적이고 미분 가능한 활성화 함수를 가진 피드포워드 네트워크는 보편적 근사 능력을 가지고 있음이 밝혀졌다. 순환 네트워크 또한 시스템 식별에 사용되었다. 주어진 입출력 데이터 쌍 세트에서 시스템 식별은 이 데이터 쌍들 간의 매핑을 형성하는 것을 목표로 한다. 이러한 네트워크는 시스템의 동역학을 포착해야 한다. 제어 부분에서는 심층 강화 학습이 복잡한 시스템을 제어하는 능력을 보여주었다.

### 베이즈 제어기
베이즈 확률론은 많은 고급 제어 시스템에서 일반적으로 사용되는 여러 알고리즘을 만들어냈으며, 제어기에서 사용되는 일부 변수의 상태 공간 추정량 역할을 한다.
칼만 필터와 파티클 필터는 인기 있는 베이즈 제어 구성 요소의 두 가지 예이다. 제어기 설계에 대한 베이즈 접근 방식은 제어되는 시스템에서 사용 가능한 센서 측정값과 상태 변수를 연결하는 수학적 관계인 소위 시스템 모델 및 측정 모델을 도출하는 데 중요한 노력이 필요하다. 이러한 측면에서, 이는 시스템 이론적 접근 방식과 제어 설계와 매우 밀접하게 관련되어 있다.

## 같이 보기
- 행동 선택
- 인공지능 효과
- 인공지능 응용
- 인공지능 시스템 통합
- 함수 근사
- 하이브리드 인텔리전트 시스템

목록
- 신기술 목록
- 인공지능의 개요

## 더 읽어보기
- 제프리 T. 스푸너, 만프레디 마지오레, 라울 오르도네즈, 케빈 M. 파시노, Stable Adaptive Control and Estimation for Nonlinear Systems: Neural and Fuzzy Approximator Techniques, John Wiley & Sons, NY;
- Farrell, J.A., Polycarpou, M.M. (2006). 《Adaptive Approximation Based Control: Unifying Neural, Fuzzy and Traditional Adaptive Approximation Approaches》. Wiley. ISBN 978-0-471-72788-0.
- Schramm, G. (1998). 《Intelligent Flight Control - A Fuzzy Logic Approach》. TU Delft Press. ISBN 90-901192-4-8.